# Les Aventures du Gottferdom studio

Les Aventures du Gottferdom studio est une série de bande dessinée humoristique française créée par Dav (scénario et dessin) et Esteban (couleurs). 
Publiée dans Lanfeust Mag le mensuel des éditions Soleil, elle a pour personnages les auteurs membres du Gottferdom Studio. Elle a fait l'objet de cinq albums parus entre 2004 et 2010 sous des couvertures de Bengrrr.

## Présentation
Chacun des albums de la série se compose de parodies de films ou de dessins animés connus avec en personnages principaux les membres du Gottferdom Studio. Il y a également une "histoire" loufoque du groupe d'auteurs de B.D au début et à la fin de chaque ouvrage. 

## Personnages
- Christophe Arleston
- Didier Tarquin
- Jean-Louis Mourier
- Dominique Latil
- Alberto Varanda
- Philippe Pellet
- Manuel Nhieu
- Nicolas Keramidas
- Simon Van Liemt
- Alessandro Barbucci

## Albums
- Soleil :

1. Le Fainéant des anneaux, 2004  (ISBN 2-84946-113-X)[1].
2. Harry Pottarquin, 2005  (ISBN 2-84946-299-3).
3. La Flemme des Étoiles, 2006  (ISBN 2-84946-678-6).
4. Indiana Dom, 2008  (ISBN 978-2-302-00377-4).
5. Gottvatar, 2010  (ISBN 978-2-302-00377-4).